# شیدای گراشی
محمدجعفرخان گراشی (۱۸ ذیحجهٔ ۱۲۹۶ ه‍.ق – ۱۴ رجب ۱۳۳۸ ه‍.ق) ملقب به مقتدرالممالک و متخلص به شیدا، شاعر فارسی‌زبانِ ایرانی بود. او در گراش به دنیا آمد و همانند پدر، پدربزرگ و عموهایش به حکومت لارستان و بنادر خلیج فارس رسید. محمدجعفرخان مدتی در شیراز به صورت تبعیدی زندگی می‌کرد و در نهایت در یک جنگ محلی که در بلوک صحرای باغ به وقوع پیوست، کشته شد. جسد او ابتدا به گراش و پس از حدود چهار دهه به کربلا منتقل شده و دفن شد.
او غالباً از تخلص «شیدا» و در مواردی از تخلص «جعفر» در اشعارش بهره برده‌است و در اکثر قالب‌های کلاسیک شعر فارسی، دارای اثر است. او پیرو سبک عراقی بوده‌است و بیشترین تأثیر را اشعار حافظ و سعدی بر او گذاشته‌اند. با این حال، از سبک ادبی شاعران معاصرش همچون وصال شیرازی و صحبت لاری نیز متأثر است. قصیده‌هایی که شیدا در وصف پیامبر اسلام و امامان شیعه سروده‌است، از آثار موفق آیینی در سدهٔ اخیر به‌شمار می‌رود. اشعار شیدای گراشی تا مدت‌ها پس از او مفقود بود تا این که در لار بازشناخته شد و توسط نوه‌اش، احمد اقتداری، تصحیح شد و به چاپ رسید. کتاب دیوان شیدای گراشی شامل مقدمه‌ای به قلم اقتداری و منتخبی از اشعار رستم‌خان، پدر شیدا، تحت عنوان باغستان است. نوحه‌های شیدای گراشی برای برخی از مردمان آذربایجان نیز آشناست و در عزاداری‌های محرم آن را می‌خوانند.
برکه‌ای که محمدجعفرخان در گراش ساخته‌است، هم‌اکنون در حاشیهٔ جادهٔ لار-گراش باقی است. همچنین، آثاری از قلعهٔ گراش که محل زندگی او در گراش بوده‌است هم بر روی کوه کلات قابل مشاهده است. خانهٔ قهرمان‌خان، داماد محمدجعفرخان که او در آن‌جا به نوحه‌خوانی می‌پرداخت، هنوز هم کارکرد خود را برای میزبانی از دسته‌های عزاداری حفظ کرده‌است.

## پیش‌زمینه
در نیمهٔ دوم قرن سیزدهم هجری قمری، حکومت لارستان در اختیار خاندان دَهباشی قرار گرفت که از خاندان‌های گراشی بودند. در طول حدود صد سال، چندین نسل از این خاندان که حکومت را در سال ۱۲۶۲ ه‍.ق توسط کربلایی علیرضا دهباشی به دست آورده بودند، به قدرت رسیدند. در زمان حکومت پسر علیرضا دهباشی، یعنی فتحعلی‌خان بیگلربیگی، درخشان‌ترین دوران حکومت لارستان در عرصه‌های نظامی و اقتصادی رقم خورد. او روابط خوبی با خاندان قوام در شیراز و شاهان قاجار در تهران داشت و از این طریق، قدرت خود را افزایش داد و تثبیت کرد. پس از استقرار مشروطیت، کماکان حکومت لارستان در خاندان دهباشی ماند و این خوانین توانستند ضمن تعامل با مشروطه‌طلبان، به حکومت بر لارستان ادامه دهند. حکومت خاندان دَهباشی در نهایت در سال ۱۳۰۸ ه‍.ش و با حملهٔ ارتش رضاشاه به قلعهٔ گراش به پایان رسید.
ثبات سیاسی و امنیتی ایجادشده در لارستان در دورهٔ حکومت فتحعلی‌خان گراشی، موجب پیشرفت‌هایی در زمینه‌های علمی و ادبی شد. در اوایل حکومت او شیخ علی رشتی، از مجتهدان نجف، از سوی میرزای شیرازی به گراش رفت و مدرسهٔ علمیه‌ای را تأسیس کرد. ساختار فرهنگی در این دوره با نگارش کتاب‌هایی در موضوعات مذهبی و عرفانی توسط حاج اسدالله، برادر فتحعلی‌خان و شیخ علی رشتی رشد کرد و به سرایش دیوان شعری به نام باغستان توسط رستم‌خان گراشی، پسر فتحعلی‌خان و پدر محمدجعفرخان و در نهایت نیز سرایش دیوان اشعار توسط خود محمدجعفرخان انجامید.

## تبار
محمدجعفرخان فرزند رستم‌خان فرزند فتحعلی‌خان فرزند دَهباشی علیرضا فرزند عالی‌شاه گراشی بود. عالی‌شاه اصالتاً اهل گلپایگان و فردی نظامی بود. او در اوایل دوران قاجار، به کوتوالی قلعهٔ گراش منصوب شد و در آنجا با دختری گراشی ازدواج کرد که خود را از بازماندگان امام‌قلی‌خان معرفی می‌کرد. این خاندان حکومت بر لارستان را نخستین بار توسط دهباشی علیرضا به دست آوردند و از این رو، به خاندان دهباشی گراشی مشهورند. دهباشی علیرضا هشت پسر داشت که از آن میان، فتحعلی‌خان پس از پدر به قدرت رسید و حکومت لارستان در نسل او باقی ماند. رستم‌خان، پدر محمدجعفرخان، بزرگ‌ترین پسر فتحعلی‌خان بود که پس از پدرش به حکومت لارستان رسید. او با گرایش به تصوف، ادارهٔ حکومت را واگذاشت و در نهایت توسط برادرانش علی‌قلی‌خان و علیرضاخان، از قدرت برکنار شد.
رستم‌خان شش پسر به نام‌های غلامرضا، فتحعلی، قنبرعلی، الله‌داد، باباعلی و محمدجعفر و پنج دختر به نام‌های سنگین‌جان، فاطمه، سلطنت، سکینه و خیرالنساء داشت. او کتاب شعری با نام باغستان و تفسیری منثور از آن دارد که در قسمتی از آن، به معرفی برخی از فرزندانش پرداخته‌است. رستم‌خان در آنجا، مادر محمدجعفرخان را زنی از اهالی اشکنان معرفی می‌کند.

## سرگذشت

### تولد و خانواده
محمدجعفرخان در ۱۸ ذیحجهٔ ۱۲۹۶ ه‍.ق در گراش متولد شد. تاریخ تولد محمدجعفرخان در نسخهٔ دست‌نویس تفسیر کتاب باغستان، نوشتهٔ پدرش، این‌گونه آمده‌است: «تولد محمدجعفرخان یوم هجدهم شهر ذی‌الحجةالحرام به طالع دلو سنهٔ ۱۲۹۶ قمری…» او دو بار ازدواج کرد. نخستین بار با بانو منور، دخترِ عمویش علیرضاخان، که حاصل این ازدواج، دو دختر به نام‌های «نُزهَت» و «انیس»، و یک پسر به نام «محمدعلی» بود. دومین ازدواج محمدجعفرخان با زنی از اهالی بیدشهر گزارش شده‌است که در سال ۱۳۳۸ ه‍.ق، تنها چند روز پیش از کشته‌شدنش انجام گرفت. احمد اقتداری، فرزند انیس و نوهٔ محمدجعفرخان بود که بعدها اقدام به تصحیح و چاپ دیوان شیدای گراشی کرد.

### حکومت

محمدجعفرخان مقتدرالممالک (نفر اول نشسته از راست) در کنار محمدرضاخان سطوت‌الممالک، حاکم وقت بستک

محمدجعفرخان در دو دوره حکم‌رانی کل لارستان و بنادر خلیج فارس را برعهده داشت: ابتدا پس از پدرش، رستم‌خان، و از سال ۱۳۲۷ تا ۱۳۲۹ ه‍.ق که پس از این دوره و به دلایل نامعلوم، مورد غضب حبیب‌الله‌خان قوام‌الملک، حاکم فارس، قرار گرفته و به صورت تبعیدی، در نارنجستان قوام شیراز زندگی می‌کرد. در این دوره از حکومت او، پسرعمویش، حسن‌قلی‌خان، نایب‌الحکومهٔ وی در گراش بود. پس از درگذشت حبیب‌الله‌خان در ۱۳۳۴ ه‍.ق و رسیدن پسرش ابراهیم‌خان به حکومت ایالت فارس، محمدجعفرخان آزاد شد و به گراش برگشت. با این حال، شروع دورهٔ دوم حکم‌رانی او را کتاب‌های مختلف از سال ۱۳۳۲ یا ۱۳۳۳ ه‍.ق ذکر کرده‌اند. او در این دوره که تا پایان زندگی‌اش در ۱۳۳۸ ه‍.ق ادامه داشت، حکومت بر گراش و قلعهٔ آن و نیز تولیت موقوفات بازمانده از فتحعلی‌خان را هم پس از پدرش رستم‌خان، عهده‌دار بود. پس از او و نیز در مدت میان دو دورهٔ حکومت محمدجعفرخان، حکومت بر لارستان در دست علی‌محمدخان اقتدارالسلطان قرار داشت.

### کشته‌شدن
محمدجعفرخان به عنوان حاکم گراش و بنا به درخواست ابراهیم‌خان قوام‌الملک، حاکم فارس، برای حل‌وفصل درگیری‌ها میان عشایر شیعهٔ لُرونَفَر و ساکنان سنی‌مذهب بلوک صحرای باغ، به آن منطقه رفت. او در ۱۲ رجب ۱۳۳۸ ه‍.ق و در نزدیکی روستای دیده‌بان مورد اصابت گلولهٔ یوسف‌بیگ نَفَر، از سران عشایر لرونفر، قرار گرفت و زخمی شد. او تا دو روز بعد زنده بود و عاقبت در روز یک‌شنبه ۱۴ رجب ۱۳۳۸ ه‍.ق و پیش از چهل و دو سالگی کشته شد. جسد او بنا به وصیت خودش به گراش منتقل شد و در دخمه قرار گرفت. پس از سی و هشت سال، جسد توسط شخصی به نام سید کاظم به کربلا فرستاده شد و پشت حرم امام حسین دفن گردید. طبق روایتی، جسد هنگام خارج کردنش از دخمه هنوز سالم بوده‌است؛ به گونه‌ای که حتی رنگ حنای باقی‌مانده از مراسم دومین ازدواجش که تنها چند روز پیش از کشته‌شدنش برگزار شده‌بود نیز بر روی دستش قابل مشاهده بوده‌است. احمد اقتداری در بازدیدی که به سال ۱۳۴۶ ه‍.ش از مقبرهٔ پدربزرگش داشته، سنگ لوح قبر را ناخوانا توصیف کرده‌است.

## شاعری

### سبک و جایگاه
محمدجعفرخان در بیشتر اشعارش از تخلص «شیدا» استفاده کرده‌است اما در مواردی از تخلص «جعفر» یا هر دو تخلص با هم نیز بهره برده‌است. مصطفی کارگر، شاعر و استاد دانشگاه، شیدای گراشی را مطرح‌ترین نام در میان شاعران گذشتهٔ گراش می‌داند. شیدا در شاعری طبعی روان داشته و در اکثر قالب‌های کلاسیک شعر فارسی همچون غزل، قصیده، قطعه، ترجیع‌بند، ترکیب‌بند، رباعی و تک‌بیت شعر سروده‌است؛ اما به سرودن غزل بیش از دیگر قالب‌ها علاقه داشته‌است. شیدا پیرو سبک عراقی بوده‌است و شیوهٔ بیانش ساده و عاری از عبارات دشوار است. او، کاتبانی داشت که اشعارش را می‌نوشتند. او همچنین اشعارش را برای محمدعلی‌خان سدیدالسلطنه می‌فرستاد و بین آن دو، نامه‌نگاری و مناظرات ادبی برقرار بود. آنچنان‌که از اشعار مذهبی شیدا برمی‌آید، علاقهٔ او به امامان شیعه و به خصوص علی بن ابی‌طالب و حسین بن علی چشمگیر بوده‌است. همچنین خانه‌اش و خانهٔ دامادش، قهرمان‌خان، محلی برای روضه‌خوانی و اطعام دسته‌های عزاداری بوده‌است. این خصوصیات موجب جذب مردم محلی به شخصیت شیدا و شکل‌گیری چهره‌ای مردمی از او شد. شیدای گراشی علاوه بر سرودن نوحه، مداحی هم می‌کرد. مشهور است که او در روزهای عزاداری با سر و پای برهنه به میان مردم می‌رفت و به سینه‌زنی و خوانش نوحه‌های خود می‌پرداخت؛ چنان‌که مردم گراش با سروده‌های او آشنا بودند. شیدا همچنین با موسیقی آشنا بود و از نوای نی و تار هنرمندی به نام «غلام شکری لاری» لذت می‌برد. هرچند احتمالاً خود، آلات موسیقی نمی‌نواخته‌است. او که همچون پدرش به تصوف گرایش داشت، به سبب ضرورت‌های حکومتی، گاه‌گاهی به شیراز سفر می‌کرد و گویا در این سفرها با درویشان سلسلهٔ ذهبیه و خانقاه احمدی شیراز آشنا شده‌است. پیش از آن و طی مدت اقامت تبعیدی در شیراز، علاقهٔ دوطرفه‌ای بین او و یکی از دختران حبیب‌الله‌خان قوام‌الملک ایجاد شد. در نتیجه، دختر قوام، مخاطب و معشوق شعریِ برخی از اشعار شیدا بوده‌است. با توجه به این که شیدا مدتی در تبعید بود و جمعی از خویشاوندانش نیز در جریان جنبش مشروطه کشته شدند، اما در اشعارش مضمونی مبنی بر مدح یا ذم افراد معاصرش به چشم نمی‌خورد.

گفتم که چو یار بر سر ناز آید
شادی و نشاط و طربم باز آید

من غافل از آن مرحلهٔ عشق که باز
دل در غم و غم بر سر غم باز آید

احمد اقتداری غزلیات شیدا را در ردیف غزلیات زیبا و استوار فارسی برشمرده و او را غزل‌سرایی لطیف‌الطبع توصیف کرده‌است که در قیاس با شاعران پیرو سبک حافظ، از درجه‌ای متعالی برخوردار است. آرایه‌هایی چون تشبیه، استعاره و تلمیح در اشعار شیدا قابل مشاهده است. او در اشعارش از اشاره‌های تاریخی و تضمین اشعار شاعران پیش از خود مانند فردوسی، سعدی و حافظ و نیز شاعران معاصرش چون وصال شیرازی و صحبت لاری استفاده کرده‌است. استواری برخی غزلیات شیدا، نشان پیروی از سعدی دارد. او به سعدی القابی چون «استاد بیان و صانع حرف» و «خلاق سخن، مهندس شعر» داده و مضامین شعری سعدی، در بیشتر غزلیاتش نمایان است. در کل، بیشترین تأثیرپذیری شیدای گراشی در سبک فکری و ادبی و شاعری از سعدی و حافظ بوده‌است اما از سبک و مکتب دوران زندگانی‌اش، یعنی مکتب قاجاری و شعرای معاصرش چون یغمای جندقی، وصال شیرازی، میرزا ابوالحسن جلوه، مشتاق اصفهانی و صحبت لاری هم تأثیر پذیرفته‌است. قصیده‌های شیدای گراشی بیشتر معطوف به موضوع مدح و منقبت پیامبر اسلام و امامان شیعه است. او در سرایش قصیده‌های بلند و احاطه بر واژگان برای تأمین قافیه‌های زیاد مورد نیازش، موفق عمل کرده‌است. وسعت اطلاع او از وقایع تاریخی، داستان‌های پهلوانی، لغات فارسی و عربی و آیات و احادیث دینی در اشعارش هویداست. به باور محمدعلی مجاهدی، شاعر و ادیب معاصر، مرثیه‌های شیدا دربارهٔ واقعهٔ کربلا از آثار موفق عاشورایی در سدهٔ اخیر به‌شمار می‌رود. علاوه بر غزل و قصیده، شیدا در قالب‌های دیگری چون قطعه، ترجیع‌بند، مخمس و رباعی هم شعر سروده‌است که همگی متأثر از سبک ادبی دوران قاجار است. تقریباً تمامی اشعار شیدای گراشی به زبان فارسی است او به زبان اچمی شعر نگفته‌است.

### دیوان چاپی
نسخهٔ دست‌نویس دیوان شیدای گراشی تا سال‌ها مفقود بود تا این که احترام اقتداری، یکی از اعضای خاندان دَهباشی گراشی، آن را در لار بازشناخت. او این نسخه را به احمد اقتداری رساند. این نسخه به خط نستعلیق و بر روی کاغذ مومی نوشته شده بود و جلد سرخ‌رنگی داشت. قطع و ابعاد آن جیبی و کوچک بود و هر صفحه‌اش، دوازده سطر شعر را در بر می‌گرفت. اقتداری سالیانی به مطالعه و بررسی آن پرداخت و در نهایت از معتبر بودن و انتساب آن به شیدای گراشی اطمینان یافت. او در نهایت این اشعار را به سال ۱۳۷۶ ه‍.ش و در ۵۱۳ صفحه، با عنوان دیوان شیدای گراشی و منتخبی از باغستان حاج رستم‌خان گراشی، توسط انتشارات همسایه در قم به چاپ رساند. این کتاب از هفت بخش تشکیل شده‌است که عبارتند از: غزلیات، مراثی و نوحه، قصاید و مدایح، ترجیع‌بند، ترکیب‌بند، قطعات، پند و اندرز. در ابتدای این کتاب، مقدمه‌ای در شرح زندگی شاعر و سبک اشعار به قلم احمد اقتداری، و در انتهای آن، منتخبی از اشعار رستم‌خان، پدر شیدای گراشی، با عنوان باغستان چاپ شده‌است.

## میراث
«وفات مرحمت و غفران‌پناه، جنت و رضوان‌آرامگاه، سعید شهید محمدجعفرخان مقتدرالممالک ولد عالیجاه حاجی رستم‌خان، در قریهٔ باغ. یوم یکشنبه چهاردهم رجب‌الفرد سنهٔ ۱۳۳۸ به زخم تیر تفنگ از پا درآمد. دو روز بعد در قریهٔ مزبور زنده بود و در یوم مذکور به رحمت ملک غفور پیوست و نعش او به جراش که مولد و منشأ او بود، انتقال یافت و حسب‌الوصیه دخمه شد برای عتبات عالیات. الله الحقه بمن کان یتولاه.»

تأثیر مرثیه‌های شیدا، به خصوص پس از چاپ آن‌ها، از منطقهٔ لارستان فراتر رفته‌است؛ به‌طوری که در ایام محرم در میاندوآب، گاه به صورت فارسی و از روی کتاب و گاه به صورت ترجمه‌هایی ناقص به زبان ترکی آذری خوانده می‌شود. در گراش، خانهٔ قهرمان‌خان هنوز هم کارکرد روضه‌خوانی خود را حفظ کرده و در دههٔ نخست محرم، مکانی جهت برپایی مراسم عزاداری و روضه‌خوانی است. اما گذشته از فعالیت‌های ادبی، محمدجعفرخان در گراش آب‌انباری ساخته‌است که امروزه در کنار جادهٔ لار-گراش باقی است و موسوم است به برکهٔ محمدجعفرخانی. همچنین بقایای قلعهٔ گراش که محل استقرار، حکم‌رانی و گاهی زندگی او بوده، بر بالای کوه کلات در مرکز شهر گراش قابل مشاهده است. خانواده‌های مقتدری که امروزه بیشتر در لار و گراش سکونت دارند، نام خانوادگی خود را از لقب محمدجعفرخان که مقتدرالممالک بوده‌است گرفته‌اند.

## منبع‌شناسی
- باغستان: نخستین منبعی که در آن به محمدجعفرخان اشاره شده‌است، نسخهٔ دست‌نویس تفسیر کتاب باغستان، نوشتهٔ رستم‌خان، پدر محمدجعفرخان، است که تاریخ تولد پسرانش را به هجری قمری ذکر کرده‌است. او در این نوشته با اشاره‌ای کوتاه، مادر محمدجعفرخان را هم معرفی کرده‌است.[۵۹]
- کشکول نخبه: در کتاب کشکول نخبه نوشتهٔ محمدباقر نخبه، شرح کوتاهی از سرگذشت و آثار شیدا آمده‌است.[۶۰]
- درةالتواریخ: دربارهٔ مدت زمان حکومت محمدجعفرخان بر لارستان و قلعهٔ گراش، گزارش‌هایی به صورت جسته و گریخته در کتاب درةالتواریخ نوشتهٔ علی ستاری لاری نقل شده‌است.[۶۱]
- سفرنامهٔ سدیدالسلطنه: محمدعلی‌خان سدیدالسلطنه در این کتاب، ضمن ارائهٔ سرگذشت کوتاهی از فتحعلی‌خان و برشمردن نوادگان او، به محمدجعفرخان و لقب و تخلصش هم اشاره کرده‌است.[۶۲]
- مشوش‌نامه: این کتاب نیز نوشتهٔ سدیدالسلطنه است و در آن اشعاری از شاعران مختلف نقل شده‌است. نویسنده در قسمت چهارم این کتاب که به شاعران مشهور معاصر وی مربوط می‌شود، اشعاری هم از شیدای گراشی آورده‌است.[۶۳]
- سنگ یادبود: تاریخ کشته‌شدن شیدای گراشی، محل و چگونگی آن و نیز موضوع دخمه‌کردن جسد او در کتیبه‌ای که برای یادبود او ساخته شده‌است و امروزه در مسجد جامع گراش نصب است، بیان شده‌است.[۶۴] این سنگ دارای شش سطر است و حاشیه‌ای از آیات قرآن در چهار سوی آن قرار دارد.[۶۵]
- کهن‌دیار یار: احمد اقتداری در نامه‌ای که به صادق رحمانی نوشته‌است، از کتابی به نام کهن‌دیار یار نام می‌برد که در دست نگارش دارد. او اشاره می‌کند که در این کتاب، مطالبی دربارهٔ محمدجعفرخان، نوشته‌های او، خانوادهٔ او و بازماندگانش نوشته‌است. او همچنین به چاپ عکس‌هایی از محمدجعفرخان در کهن‌دیار یار اشاره کرده‌است. با این حال این کتاب کماکان چاپ نشده‌است.[۶۶]